# Gößeberg, Sveti Urban
Gößeberg je naselje v Občini Sveti Urban v Okraju Trg na Koroškem v Avstriji.